# 스코틀랜드의 꽃
스코틀랜드의 대표적인 국가는 스코틀랜드의 꽃(플라워 오브 스코틀랜드, 영어: Flower of Scotland, 스코틀랜드 게일어: Fhlùir na h-Alba, 스코트어: Flouer o' Scotland)이다.
원래는 포크 스타일의 대중가요였다. 1960년대에 스코틀랜드의 2인조 포크 그룹인 더 코리스의 멤버인 로이 윌리엄슨(1936~1990)이 작사 및 작곡하였다. 이후 1969년 앨범인 'The Corries In Concert', 1974년 앨범인 'Live From Scotland Volume 1' 등 더 코리스의 앨범에 여러 차례 실려 대중가요로 널리 불렸으며, 더 코리스의 최대 히트곡으로서 엄청난 인기를 끌었다.
이 노래가 스코틀랜드의 비공식 국가로 처음 채택된 것은 1990년(럭비 국가대표팀 기준)이다. 당시 스코틀랜드 럭비 국가대표팀은 에든버러의 럭비 구장인 머레이필드에서 잉글랜드 럭비 국가대표팀과 그랜드 슬램 자리를 놓고 맞붙었는데, 스코틀랜드는 이 경기에서 잉글랜드에 13-7 승리를 기록하면서 그랜드 슬램을 차지했다. 그 이전에 비공식 국가로 불리던 노래는 '용감한 스코틀랜드'(Scotland the Brave)¹, 스코츠 워 헤이(Scots Wha Hae) 등이 있었는데, 현재는 대부분의 스포츠 및 종교 행사에서 '용감한 스코틀랜드' 대신 이 '스코틀랜드의 꽃'이 국가로 불리고 있다. 아직 공식 국가로 채택된 것은 아니지만, 사실상 스코틀랜드 국가로서 기능을 수행하고 있다. 따라서 스코틀랜드의 국가는 사실상 이 '스코틀랜드의 꽃'이라고 할 수 있다.
스코틀랜드 축구 협회는 1997년에 '스코틀랜드의 꽃'을 스코틀랜드 축구 국가대표팀을 대표하는 국가로 채택했다. 또한 2010년 코먼웰스 게임부터는 이 노래가 2006년 대회까지 스코틀랜드 선수단을 대표하는 국가로 불리던 '용감한 스코틀랜드'를 대신하여 스코틀랜드 선수단을 대표하는 국가로 불리게 되었다.
¹ 한국에서는 흔히 '스코틀랜드 용사'라는 이름으로 번역되어 알려져 있기도 하다.

## 가사

### 영어
Oh Flower of Scotland, 

When will we see 

Your like again, 

That fought and died for 

your wee bit Hill and Glen

And stood against him,

Proud Edward's Army,

And sent him homeward,

Tae think again.
The Hills are bare now,

And Autumn leaves

Lie thick and still,

O'er land that is lost now,

Which those so dearly held,

That stood against him,

Proud Edward's Army,

And sent him homeward,

Tae think again.

(2절은 대중가요로 불릴 때는 불리나, 국가로 불릴 때는 불리지 않는다.)
Those days are passed now,

And in the past

They must remain,

But we can still rise now,

And be the nation again,

That stood against him,

Proud Edward's Army,

And sent him homeward,

Tae think again.

### 한국어 번역
오, 스코틀랜드의 꽃이여,

언제 우리가 다시 볼 수 있을까

너와 같은 사람들을

너의 자그마한 언덕과 골짜기에서

싸우다가 죽어간 사람들을,

그리고 에드워드의 군대를 맞아

맞서 싸운 그 사람들을

그리고 에드워드의 군대를 집으로 돌려보내

다시 생각하게 만든 사람들을

그 언덕들은 황량해졌다네

그리고 낙엽들은

쌓이고 쌓였지만 아직도,

우리의 땅은 우리 것이 아니라네,

그 사람들이 굳건히 지켜낸 그 땅은,

에드워드의 군대를 맞아,

맞서 싸운 사람들이,

그리고 에드워드의 군대를 집으로 돌려보내

다시 생각하게 만든 사람들이 지켜온 그 땅이라네

그 때 그 시절은 지났으니,

과거의 시간 속에

그것은 남아있어야 하지만,

여전히 우리는 일어설 수 있다네,

다시 나라가 되어,

에드워드의 군대를 맞아,

맞서 싸운 사람들이,

그리고 에드워드의 군대를 집으로 돌려보내

다시 생각하게 만들 수 있다네

### 스코틀랜드 게일어
O Fhlùir na h-Alba,

cuin a chì sinn

an seòrsa laoich

a sheas gu bàs 'son

am bileag feòir is fraoich,

a sheas an aghaidh

feachd uailleil Iomhair

's a ruaig e dhachaidh

air chaochladh smaoin?
Na cnuic tha lomnochd

's tha duilleach Foghair

mar bhrat air làr,

am fearann caillte

dan tug na seòid ud gràdh,

a sheas an aghaidh

feachd uailleil Iomhair

's a ruaig e dhachaigh

air chaochladh smaoin.

Tha 'n eachdraidh dùinte

ach air dìochuimhne

chan fheum i bhith,

is faodaidh sinn èirigh

gu bhith nar Rìoghachd a-rìs

a sheas an aghaidh

feachd uailleil Iomhair

's a ruaig e dhachaidh

air chaochladh smaoin.

### 스코트어
O Flouer o' Scotland,

Whan will we see

Yer like again,

That focht and dee'd for,

Your wee bit Hill an Glen,

An stuid agin him,

Prood Edward's Airmie,

An sent him hamewart,

Tae 'hink again.
The Hills is bare nou,

An Autumn leafs

Lies thick an still,

Ower land that is lost nou,

That thae sae dearlie held,

That stuid agin him,

Prood Edward's Airmie,

An sent him hamewart,

Tae 'hink again.
Thir days is past nou,

An in the past

Thay maun remain,

But we can aye rise nou,

An be the naition again,

That stuid agin him,

Prood Edward's Airmie,

An sent him hamewart,

Tae 'hink again.

## 내용 분석
역사에서, 스코틀랜드는 잉글랜드로부터 여러 차례 침공을 받았다. 이러한 스코틀랜드의 민족주의 사상이 가사에 깊이 드러나 있다. 가사 1절에서는 1314년 6월 23일~24일에 스코틀랜드의 배넉번(Bannockburn)에서 스코틀랜드 왕 로버트 1세가 잉글랜드 왕 에드워드 2세의 침공을 막아낸 배넉번 전투에서의 승리를 다루고 있다. 가사의 'Proud Edward's army'는 배넉번에서 참패하고 돌아간 이 에드워드 2세의 군대를 가리키는 말이다. 이 배넉번 전투에서의 승리를 통해 스코틀랜드는 잉글랜드의 침공을 물리치고 독립을 지킬 수 있었다. 그러나 이후 스코틀랜드는 잉글랜드로부터 받은 침략과 억압 때문에 많은 상처를 입었다. 1688년의 명예혁명으로 스코틀랜드 혈통인 제임스 2세가 왕위에서 쫓겨났고, 그 아들 제임스 3세와 찰스 에드워드 스튜어트가 왕위를 요구하며 일으킨 재커바이트의 반란은 모두 실패로 돌아갔다. 1692년에 글렌코에서 맥도널드 가문 사람들을 잉글랜드군이 학살한 글렌코의 대학살(Massacre of Glencoe)은 이런 억압을 대표하는 사례이다. 2절에서는 'land that's lost now'라는 표현을 사용하고 있다. 민족주의적 관점에서 볼 때, (합의에 의한 것이기는 하지만) 1707년의 대연합은 받아들일 수 없는 것이다. 그리고 3연에서는 이렇듯 비극적인 현실에 대한 극복과 재기 의지, 그리고 광복(잉글랜드로부터의)에 대한 희망을 노래하고 있다. '배넉번 전투'라는 특정 사건을 들어 스코틀랜드인들의 민족 감정을 자극하고 광복에 대한 희망을 담아 낸 이 가사 때문에 이 노래는 '로지스 어브 프린스 찰리'(Roses of Prince Charlie)와 함께 대중가요로서 엄청난 인기를 끌었으며, 1990년에 와서는 결국 국가로 채택되기에 이른 것이다. 최근에 스코틀랜드 글래스고의 축구 경기장인 햄던 파크에서 스코틀랜드 축구 국가대표팀 경기가 있을 때면 더 코리스 멤버였던 로니 브라운(1937~)이나 싱어송라이터 에이미 맥도널드(Amy MacDonald, 1987~)가 햄던 파크에 나와 군중들 앞에서 이 곡을 선창한다. 대중가요로서의 원곡은 1절부터 3절까지 있으나 국가로 불릴 때는 2절은 빼고, 배넉번 전투의 승리를 다룬 1절과 광복에 대한 희망을 다룬 3절만 불린다.

## 연주 악기
이 곡을 로이 윌리엄슨이 작곡할 때는 백파이프의 한 종류인 노섬브리안 파이프로 작곡하였다. 또 2007년에 곡 발표 40주년을 맞아 로니 브라운이 올린 글에 따르면, 1967년 BBC TV를 통해 방영됨으로써 발표될 때는 부주키(로이 윌리엄슨이 연주)와 보란(로니 브라운이 연주)으로 반주되었다. 그러나 이후 발표된 앨범에서는 모두 기타 2대로 반주되고 있다. (1969년의 'In Concert', 1974년의 'Live From Scotland' 등)

## 같이 보기
- 스코틀랜드의 국가